# 액티비티펍

액티비티펍(ActivityPub)은 pump.io의 액티비티펌프(ActivityPump) 프로토콜을 기반으로 하는 개방형 분산형 소셜 네트워킹 프로토콜이다. 콘텐츠 생성, 업데이트 및 삭제를 위한 클라이언트/서버 API와 알림 및 콘텐츠 전달을 위한 연합 서버 간 API를 제공한다.

## 저명한 구현체

### 연합 (서버 대 서버) 프로토콜
- 마스토돈 (소프트웨어)
- 넥스트클라우드
- 피어튜브
- Pixelfed
- Pleroma
- 워드프레스
- 스레드 (애플리케이션)
- 고스트

### 구현 예정
- 텀블러 (마이크로블로그) (2022년 11월 발표)

### 기타 지원
- 미디엄 (웹사이트)
- 모질라 파이어폭스

## 같이 보기
- 페디버스